# Ariel Cháves
Ariel Hernán Cháves (Rosario, Argentina, 20 de febrero de 1992) es un futbolista argentino que juega de mediocampista o delantero y actualmente se encuentra en Almagro, de la Primera Nacional.

## Trayectoria

### Almagro
La carrera profesional de Ariel Cháves comenzó en el 2013 con el Almagro de la Primera B Metropolitana. Participó en cincuenta y cuatro partidos y marcó tres goles en sus primeras tres temporadas, incluido uno de cada veinticinco partidos durante el 2015 cuando Almagro ganó el ascenso a la Primera B Nacional. Cháves anotó su primer gol en el nivel dos el 11 de julio de 2017 durante una victoria por 2-0 sobre Brown. En el 2018 abandonó el equipo después de marcar siete goles en ciento veintisiete partidos en todas las competiciones oficiales.

### Colón
En el mes de agosto de 2018 se unió al Colón de la Primera División. Su única aparición para el club fue contra Independiente el 15 de septiembre, que perdieron 3-0.

### Guyaquil City
En enero de 2019, obtiene su primera experiencia internacional al ser fichado por el Guayaquil City de Ecuador.

## Clubes
| Club                     | País      | Año           |
| ------------------------ | --------- | ------------- |
| Almagro                  | Argentina | 2013 - 2018   |
| Colón                    | Argentina | 2018 - 2019   |
| Guayaquil City           | Ecuador   | 2019-2021     |
| San Martín de Tucumán    | Argentina | 2021          |
| Alvarado (Mar del Plata) | Argentina | 2022-presente |

## Estadísticas

### Clubes
| Club                            | Div.          | Temporada     | Liga  | Liga  | Liga   | Copas nacionales | Copas nacionales | Copas nacionales | Torneos internacionales | Torneos internacionales | Torneos internacionales | Total | Total | Total  |
| Club                            | Div.          | Temporada     | Part. | Goles | Asist. | Part.            | Goles            | Asist.           | Part.                   | Goles                   | Asist.                  | Part. | Goles | Asist. |
| ------------------------------- | ------------- | ------------- | ----- | ----- | ------ | ---------------- | ---------------- | ---------------- | ----------------------- | ----------------------- | ----------------------- | ----- | ----- | ------ |
| Almagro Argentina               | 3.ª           | 2013-14       | 12    | 1     | 0      | —                | —                | —                | —                       | —                       | —                       | 12    | 1     | 0      |
| Almagro Argentina               | 3.ª           | 2014          | 17    | 1     | 0      | —                | —                | —                | —                       | —                       | —                       | 17    | 1     | 0      |
| Almagro Argentina               | 3.ª           | 2015          | 24    | 1     | 0      | 1                | 0                | 0                | —                       | —                       | —                       | 25    | 1     | 0      |
| Almagro Argentina               | 2.ª           | 2016          | 14    | 0     | 0      | 3                | 0                | 0                | —                       | —                       | —                       | 17    | 0     | 0      |
| Almagro Argentina               | 2.ª           | 2016-17       | 32    | 1     | 0      | 1                | 0                | 0                | —                       | —                       | —                       | 33    | 1     | 0      |
| Almagro Argentina               | 2.ª           | 2017-18       | 23    | 3     | 0      | —                | —                | —                | —                       | —                       | —                       | 23    | 3     | 0      |
| Almagro Argentina               | Total club    | Total club    | 122   | 7     | 0      | 5                | 0                | 0                | 0                       | 0                       | 0                       | 127   | 7     | 0      |
| Colón Argentina                 | 1.ª           | 2018-19       | 1     | 0     | 0      | —                | —                | —                | —                       | —                       | —                       | 1     | 0     | 0      |
| Colón Argentina                 | Total club    | Total club    | 1     | 0     | 0      | 0                | 0                | 0                | 0                       | 0                       | 0                       | 1     | 0     | 0      |
| Guayaquil City · Ecuador        | 1.ª           | 2019          | 27    | 0     | 4      | 4                | 1                | 3                | —                       | —                       | —                       | 31    | 1     | 7      |
| Guayaquil City · Ecuador        | 1.ª           | 2020          | 23    | 2     | 0      | —                | —                | —                | —                       | —                       | —                       | 23    | 2     | 0      |
| Guayaquil City · Ecuador        | Total club    | Total club    | 50    | 2     | 4      | 4                | 1                | 3                | 0                       | 0                       | 0                       | 54    | 3     | 7      |
| San Martín de Tucumán Argentina | 2.ª           | 2021          | 27    | 0     | 0      | 0                | 0                | 0                | —                       | —                       | —                       | 27    | 0     | 0      |
| San Martín de Tucumán Argentina | Total club    | Total club    | 27    | 0     | 0      | 0                | 0                | 0                | 0                       | 0                       | 0                       | 27    | 0     | 0      |
| Total carrera                   | Total carrera | Total carrera | 200   | 9     | 4      | 9                | 1                | 3                | 0                       | 0                       | 0                       | 209   | 10    | 7      |